# 巴尼奧斯縣
1°23′47″S 78°25′29″W / 1.39639°S 78.42472°W
巴尼奧斯縣（西班牙語：Cantón Baños），是厄瓜多爾的縣份，位於該國中部，由通古拉瓦省負責管轄，首府設於巴尼奧斯，面積1,065平方公里，2001年人口16,112，人口密度每平方公里15.13人。